# 姜允
姜允（韓語：강윤，1989年02月13日—），韓國男演員。

## 影視作品

### 劇集
| 年份 | 播放平台       | 劇名                         | 角色         | 備註 |
| 2014 | Daum Storyball | 《靈 Begins》                | 張必中       | 配角 |
| 2015 | WebDrama Box   | 《Mr. Glamour》              | 俊秀         | 主演 |
| 2017 | MBC            | 《逆賊：偷百姓的盜賊》       | 昌業         |      |
| 2018 | NETFLIX        | 《心靈的聲音：Reboot》       | 干信         | 配角 |
| 2018 | MBC            | 《壞爸爸》                   | 體育轉播主播 | 客串 |
| 2018 | OCN            | 《神的測驗：重啟》           | 白有燦       | 配角 |
| 2019 | NAVER TV       | 《我心中的畫》               | 河俊         | 配角 |
| 2020 | OCN            | 《Missing：他們存在過》      | 河昌秀       |      |
| 2020 | KBS2           | 《暗行御史：朝鮮秘密搜查團》 | 金大桄       | 配角 |
| 2021 | tvN            | 《Voice 4》                  | 梁福萬       | 少年 |
| 2021 | MBC            | 《第二任丈夫》               | 金秀哲       | 配角 |
| 2022 | Disney+        | 《第三人稱復仇》             | 謝仲景的叔叔 |      |
| 2025 | TVING          | 《流氓讀書會》               | 蔡善浩       | 配角 |

### 電影
| 年份 | 片名                      | 角色     | 性質 | 備註     |
| 2015 | 《Dog fight》             | 在勳     | 主演 | 短篇電影 |
| 2017 | 《斬王》                  | 李烈     | 主演 | [ 7 ]    |
| 2019 | 《815群山事件：豬的終結》 | 阿納奇朴 |      |          |
| 2023 | 《犯罪都市3》             | 希洛西   | 配角 | [ 8 ]    |

### 話劇
| 年份 | 劇目             | 角色   |
| 2012 | 《我的小小新娘》 | 蔡鎮憲 |
| 2013 | 《他和她的故事》 | 英民   |
| 2014 | 《放肆的浪漫》   | 具奉弼 |
| 2015 | 《病房戰》       | 朴乙男 |

### 音樂錄影帶
| 日期          | 歌曲名稱 | 歌手   |
| 2020年3月25日 | 《型》   | 尹鍾信 |

## 外部連結
- 官方网站
- 姜允的Instagram帳戶
- 姜允在NAVER上的资料
- 姜允在Daum上的资料
- 姜允在韩国电影数据库（KMDb）上的資料（韓語）
- 姜允在互联网电影资料库（IMDb）上的資料（英文）
- 姜允在HanCinema的頁面（英文）